# Lijst van buitenlandse voetballers in de Primera División - Afrika
De lijst omvat voetballers uit Afrika die in de Spaanse Primera División spelen of hebben gespeeld. Dikgedrukt zijn de spelers die in het seizoen 2009/2010 in de Primera División spelen en de club waarvoor ze in dit seizoen spelen.  Bijgewerkt: 12 oktober 2009 

## Algerije
- Djamel Belmadi – Celta de Vigo – 1999-00
- Medhi Lacen – Alavés, Racing Santander – 2005-06, 2009-10
- Rabah Madjer – Valencia CF – 1987-88
- Moussa Saïb – Valencia CF – 1997-98

## Angola
- Manucho - Real Valladolid - 2009-10
- Jorge Alberto Mendonça – Atlético Madrid, FC Barcelona, RCD Mallorca – 1958-70
- Quinzinho – Rayo Vallecano – 1999-00

## Burundi
- Mohammed Tchité - Racing Santander - 2007-10

## Congo
- Ariza Makukula – Real Valladolid, Sevilla FC, Gimnàstic de Tarragona – 2003-05, 2006-07

## Egypte
- Mido – Celta de Vigo – 2002-03

## Equatoriaal Guinee
- Javier Balboa – Racing Santander, Real Madrid – 2006-08
- Rodolfo Bodipo – Racing Santander, Alavés, Deportivo de La Coruña – 2002-04, 2005-10
- Juvenal Edjogo-Owono – Racing Santander, Recreativo Huelva – 2003, 2006
- Juan Ramón Epitié-Dyowe – Alavés – 2000-01

## Gabon
- Henry Antchouet – Alavés – 2005-06

## Gambia
- Biri-Biri – Sevilla FC – 1975-76, 1977-78

## Ghana
- Derek Boateng - Getafe CF - 2009-10
- Awule Quaye – Málaga CF – 2000-01
- Yaw Acheampong – Real Sociedad – 1995-97

## Guinee
- Alhassane Keita - RCD Mallorca - 2008-10
- Souleymane Oulare – UD Las Palmas – 2000-01

## Ivoorkust
- Kanga Akalé - Recreativo Huelva - 2008-09
- Ibrahima Bakayoko – CA Osasuna – 2003-04
- Arthur Boka – Málaga CF – 2014-heden
- Cyril Domoraud – RCD Espanyol – 2002-04
- Félix Ettien – Levante UD – 2004-05, 2006-08
- Idrissa Keita – Real Oviedo – 1998-01
- Arouna Koné - Sevilla FC - 2007-10
- Serge Alain Maguy – Atlético Madrid – 1993-94
- Christian Manfredini – CA Osasuna – 2002-03
- Ahmed Ouattara – CF Extremadura – 1998-99
- N'Dri Romaric - Sevilla FC - 2008-10
- Yaya Touré – FC Barcelona – 2007-10
- Didier Zokora - Sevilla FC - 2009-10

## Kaapverdië
- Dady - CA Osasuna - 2007-09
- Sandro – Hércules CF, Villarreal CF – 1996-97, 1998-99

## Kameroen
- Achille Emana - Real Betis - 2008-09
- Samuel Eto'o – Real Madrid, RCD Mallorca, FC Barcelona – 1998-09
- Geremi – Real Madrid – 1999-02
- Raymond Kalla – CF Extremadura – 1998-99
- Carlos Kameni – RCD Espanyol, Málaga CF – 2004-heden
- Daniel Ngom Komé – Getafe CF, RCD Mallorca, Real Valladolid, CD Tenerife – 2004-05, 2006-08, 2009-10
- Lauren – RCD Mallorca – 1998-00
- Albert Meyong – Levante UD – 2006-07
- Fabrice Moreau – Rayo Vallecano, CD Numancia – 1996-97, 1999-00
- Thomas N'Kono – RCD Espanyol – 1982-89
- Franck Songo'o – Real Zaragoza – 2009-10
- Jacques Songo'o – Deportivo de La Coruña – 1996-01, 2003-04
- Pierre Webó – CA Osasuna, RCD Mallorca – 2003-10
- Pierre Womé – RCD Espanyol – 2003-04

## Madagaskar
- Franck Rabarivony – Real Oviedo – 1998-01
- Stéphane Collet – Real Sociedad – 2000-01

## Mali
- Mahamadou Diarra – Real Madrid – 2006-10
- Frédéric Kanouté – Sevilla FC – 2005-10
- Salif Keïta – Valencia CF – 1973-76
- Seydou Keita – Sevilla FC, FC Barcelona – 2007-2012
- 'Sidi Yaya Keita - CD Xerez - 2009-10
- Mohamed Sissoko – Valencia CF – 2003-05

## Marokko
- Nordin Amrabat – Málaga CF – 2014-heden
- Abderrazak ben Mohamed – Real Murcia – 1950-51
- Nabil Baha - Málaga CF – 2008-10
- Salaheddine Bassir – Deportivo de La Coruña – 1997-99
- Abdel-Lai ben Barek – Granada CF, Málaga CF – 1957-58, 1962-63, 1965-66, 1967-68
- Said Chiba – SD Compostela – 1996-98
- Chicha – Atletico Tetuán – 1951-52
- El Ghareff – CD Tenerife – 1989-90
- Mustapha Hadji – Deportivo de La Coruña, RCD Espanyol – 1997-99, 2003-04
- Hassan (Hassan Fadil) – RCD Mallorca, CD Málaga – 1986-89
- Hassan (Hassan Nader) – RCD Mallorca – 1990-92
- Mohamed Ben Mahjoub – Racing – 1950-53
- Mohammed El Yaagoubi – CA Osasuna, RCD Espanyol – 2000-01, 2002-08
- Noureddine Naybet – Deportivo de La Coruña – 1996-04
- Walid Regragui – Racing – 2004-06
- Mohamed Riahi – Córdoba CF, RCD Espanyol – 1962-65
- Mohamed Timoumi – Real Murcia – 1986-87
- Badou Zaki – RCD Mallorca – 1986-88, 1989-92
- Ibrahim Afellay – FC Barcelona – 2011-2012,2012-2013
- Abdelhak Barrada – Malaga FC – 2010-2011,2011-12,2012-2013

## Mozambique
- Armando Sá – Villarreal CF, RCD Espanyol – 2004-06

## Nigeria
- Mutiu Adepoju – Racing, Real Sociedad – 1993-00
- Wilfred Agbonavbare – Rayo Vallecano – 1992-94, 1995-96
- Festus Agu – SD Compostela – 1995-96
- Emmanuel Amuneke – FC Barcelona – 1996-97
- Finidi George – Real Betis, RCD Mallorca – 1996-01, 2003-04
- Victor Ikpeba – Real Betis – 2001-02
- Christopher Kanu – Alavés – 2001-02
- Abass Myuwa Lawal – Albacete – 2003-05
- Victor Nsofor Obinna - Málaga CF - 2009-10
- Bartholomew Ogbeche – Real Valladolid – 2007-09
- Christopher Ohen – SD Compostela – 1994-98
- Gbenga Okunowo – FC Barcelona – 1998-99
- Peter Rufai – Hércules CF, Deportivo de La Coruña – 1996-99
- Ikechukwu Uche – Recreativo Huelva, Getafe CF, Real Zaragoza – 2006-10
- Kalu Uche – Almería CF – 2007-10
- Nduka Ugbade – CD Castellón – 1989-91
- Rashidi Yekini – Sporting de Gijón – 1995-97

## Senegal
- Papakouly Diop - Racing Santander - 2009-10
- Sylvain N'Diaye – Levante UD – 2006-07
- Pape Thiaw – Alavés – 2005-06

## Tunesië
- Selim Ben Achour - Málaga CF - 2009-10
- Mehdi Nafti – Racing – 2000-01, 2002-05

## Zuid-Afrika
- Quinton Fortune – Atlético Madrid – 1995-97, 1998-99
- Benni McCarthy – Celta de Vigo – 1999-03
- Nasief Morris - Recreativo Huelva, Racing Santander - 2008-10
- Sizwe Wesles Motaung – CD Tenerife – 1996-97
- David Nyathi – CD Tenerife – 1996-97

Afrika · Amerika · Azië en Oceanië · Europa